# Kościół św. Teresy z Ávili w Wiżajnach
Kościół świętej Teresy z Ávili w Wiżajnach – rzymskokatolicki kościół parafialny mieszczący się w dawnym mieście, obecnie wsi Wiżajny, w województwie podlaskim. Należy do dekanatu Suwałki – Miłosierdzia Bożego diecezji ełckiej.
Jest to murowana świątynia wzniesiona w stylu klasycystycznym w 1825 roku dzięki staraniom księdza Romualda Malinowskiego. Wewnątrz można zobaczyć ołtarz główny z połowy XVIII wieku, który reprezentuje autentyczny styl barokowy. Posiada ozdobne motywy roślinne, aniołki, gięte gzymsy, wolutowe spływy, złocenia, bogato rzeźbione głowice kolumienek. W środkowej części ołtarza jest umieszczony namalowany na drewnie obraz Matki Bożej Różańcowej, w górnej części retabulum znajduje się obraz św. Teresy z Ávili – patronki Kościoła, w zakończeniu jest umieszczone oko opatrzności. W prawej wnęce znajduje się cenny obraz Chrystusa Ukrzyżowanego namalowany na płótnie z XIX stulecia, przy prawym ołtarzu bocznym Jest umieszczony obraz Matki Bożej Ostrobramskiej z 1939 roku oraz chrzcielnica z XIX stulecia. Do wyposażenia budowli należy również złocony barokowy kielich.